# Волощина (Тернопільський район)

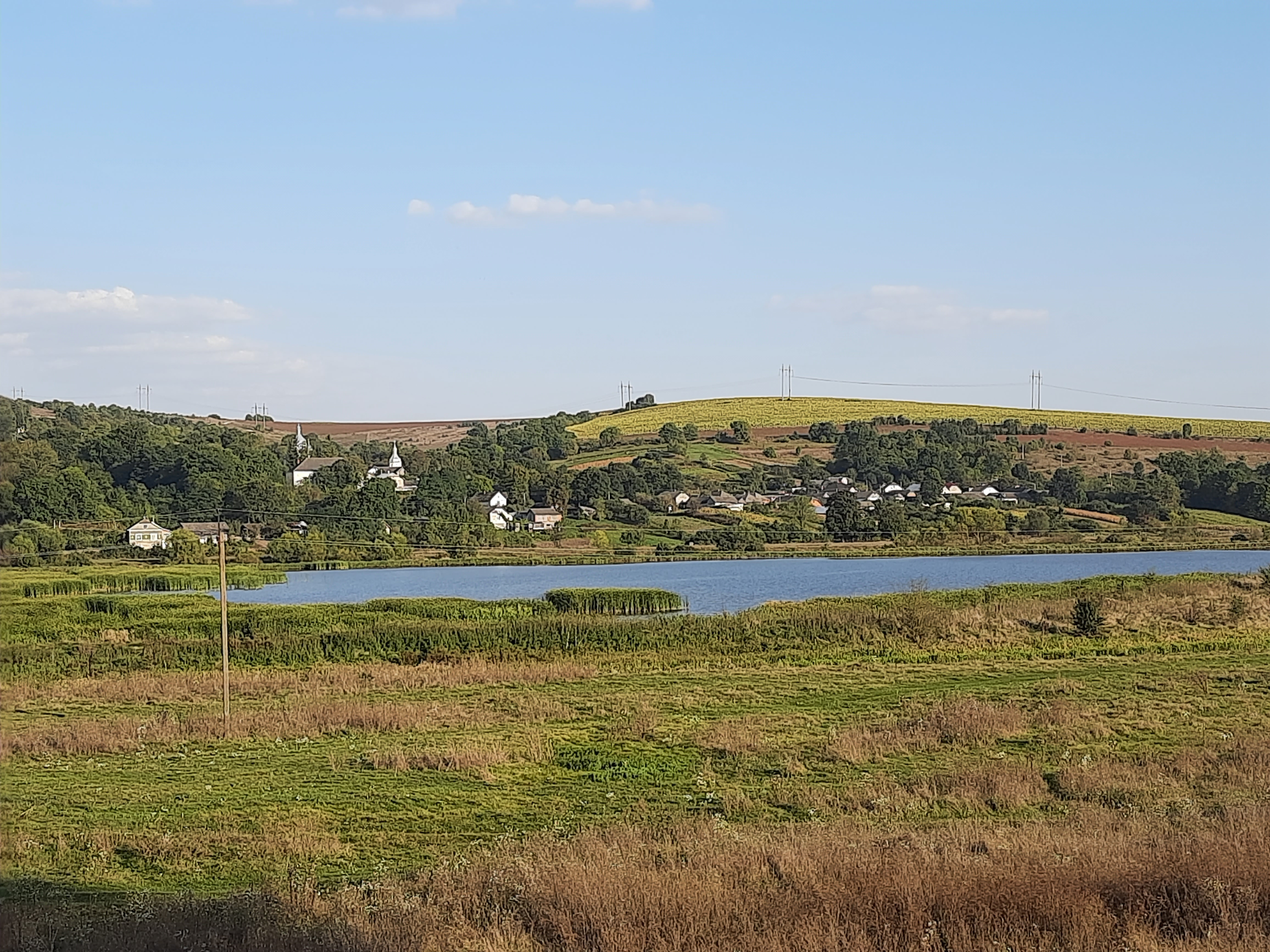
Вигляд на село з пагорба

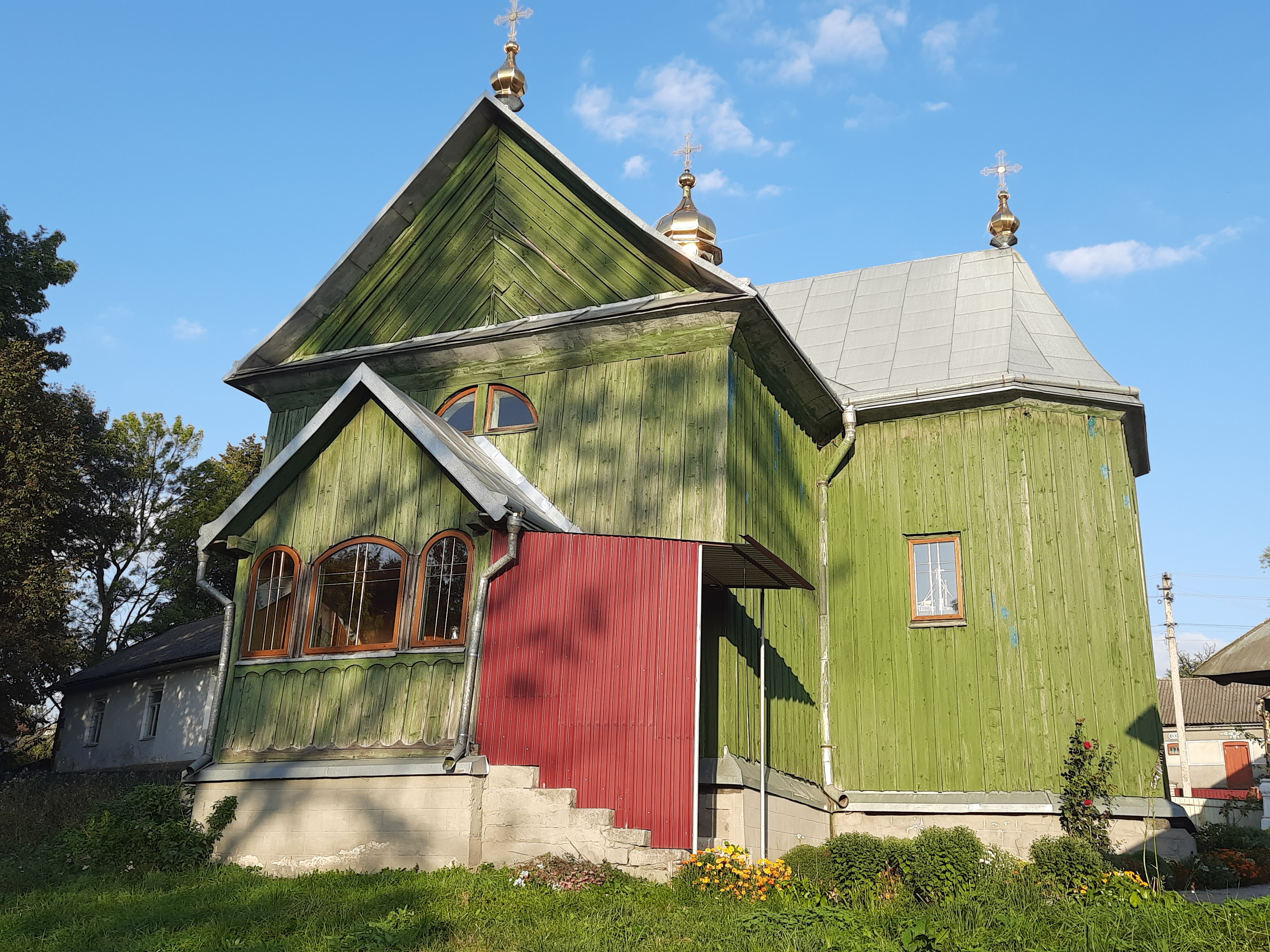
Церква Святої Великомучениці Параскеви П'ятниці

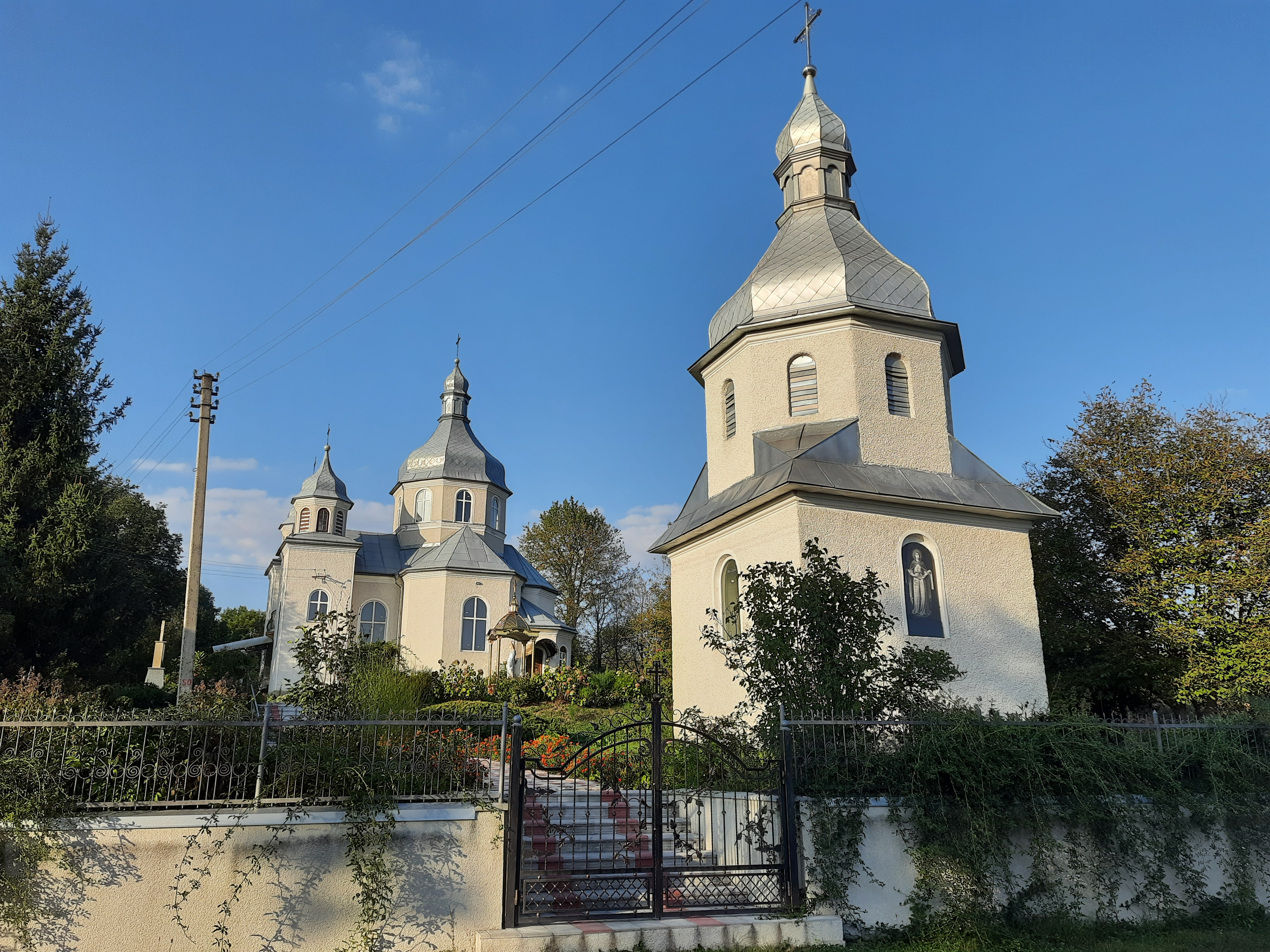
Церква Положення Ризи Пресвятої Богородиці

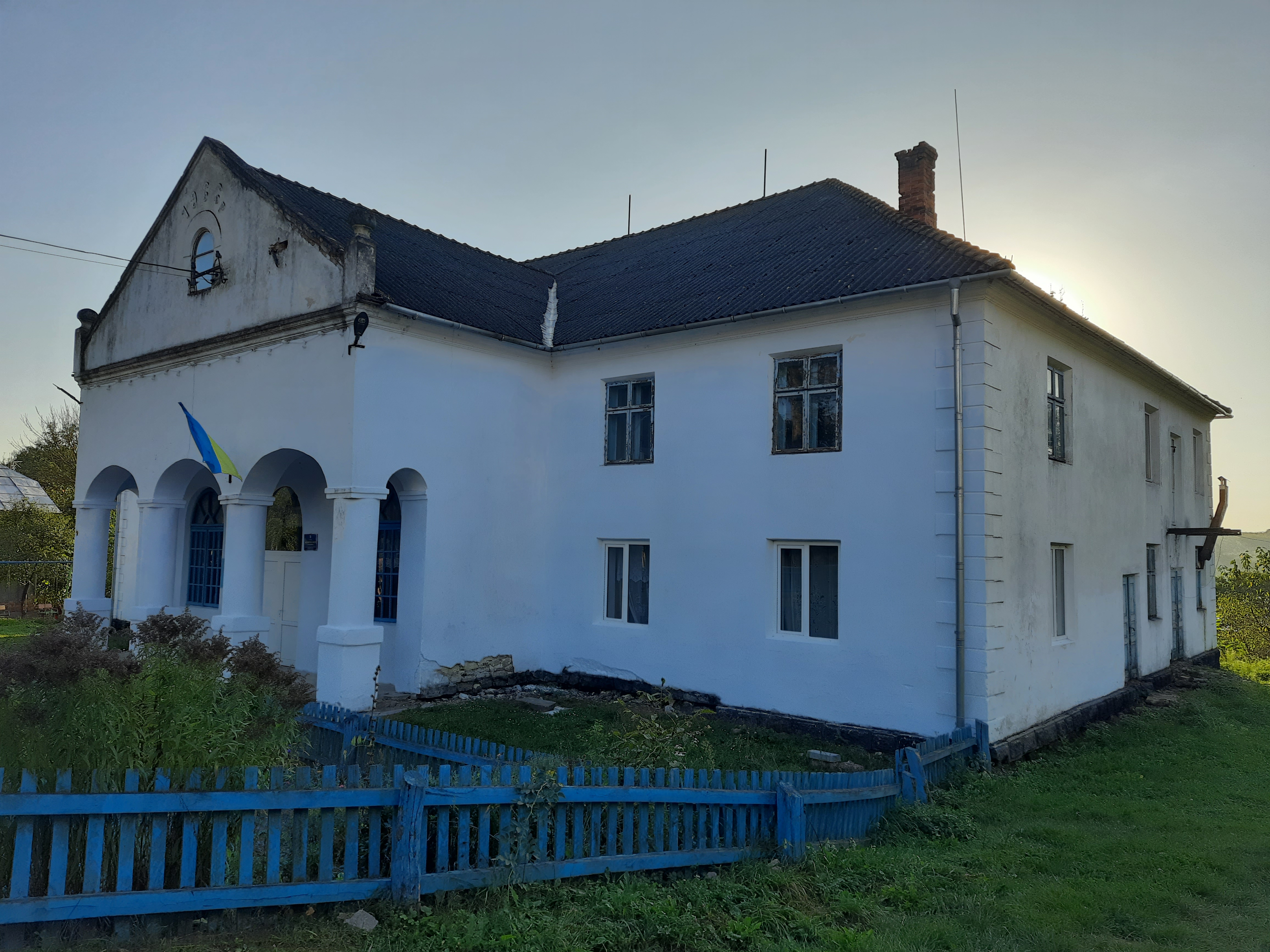
Будинок народної творчості.

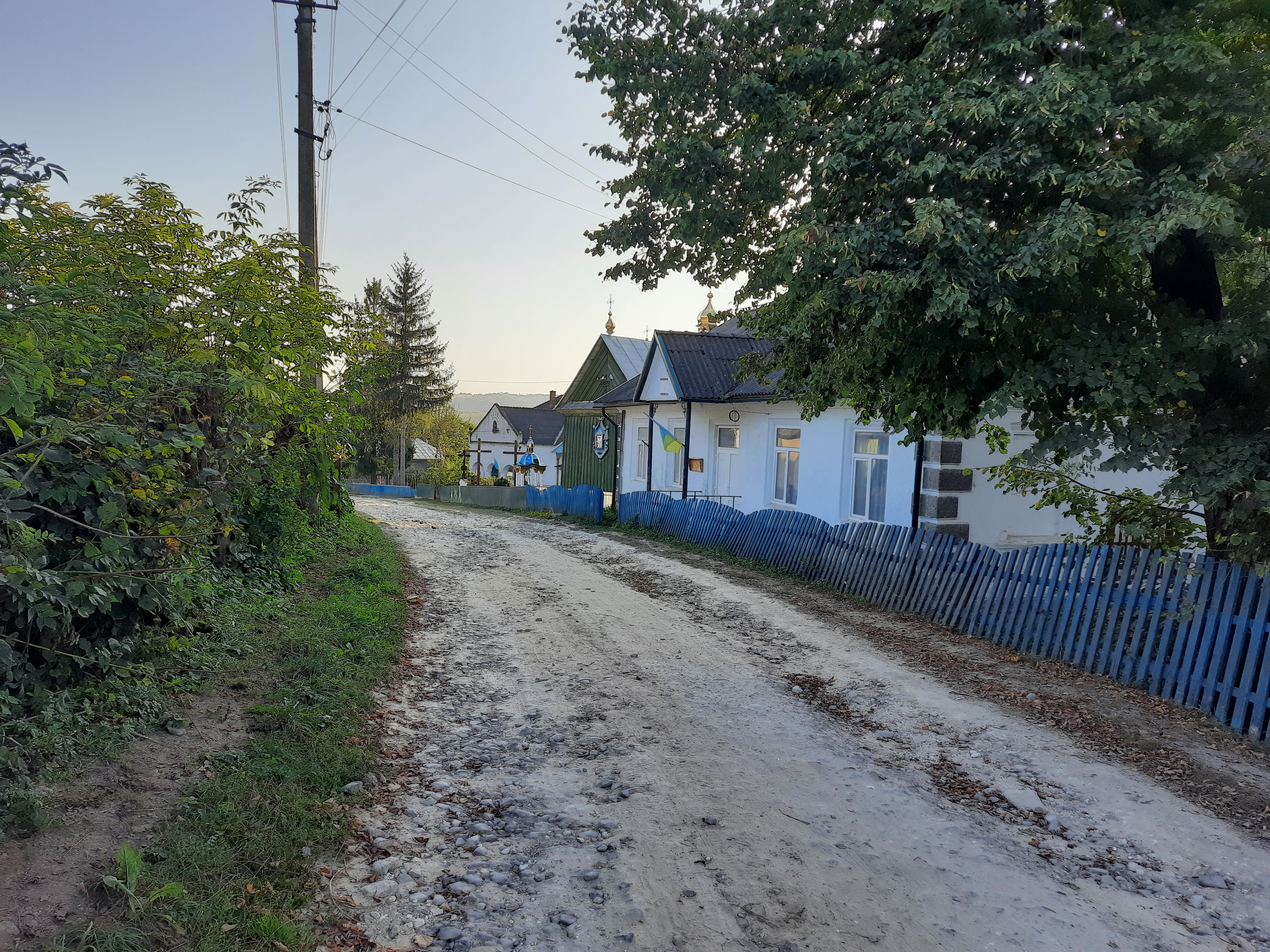
Сільська вулиця

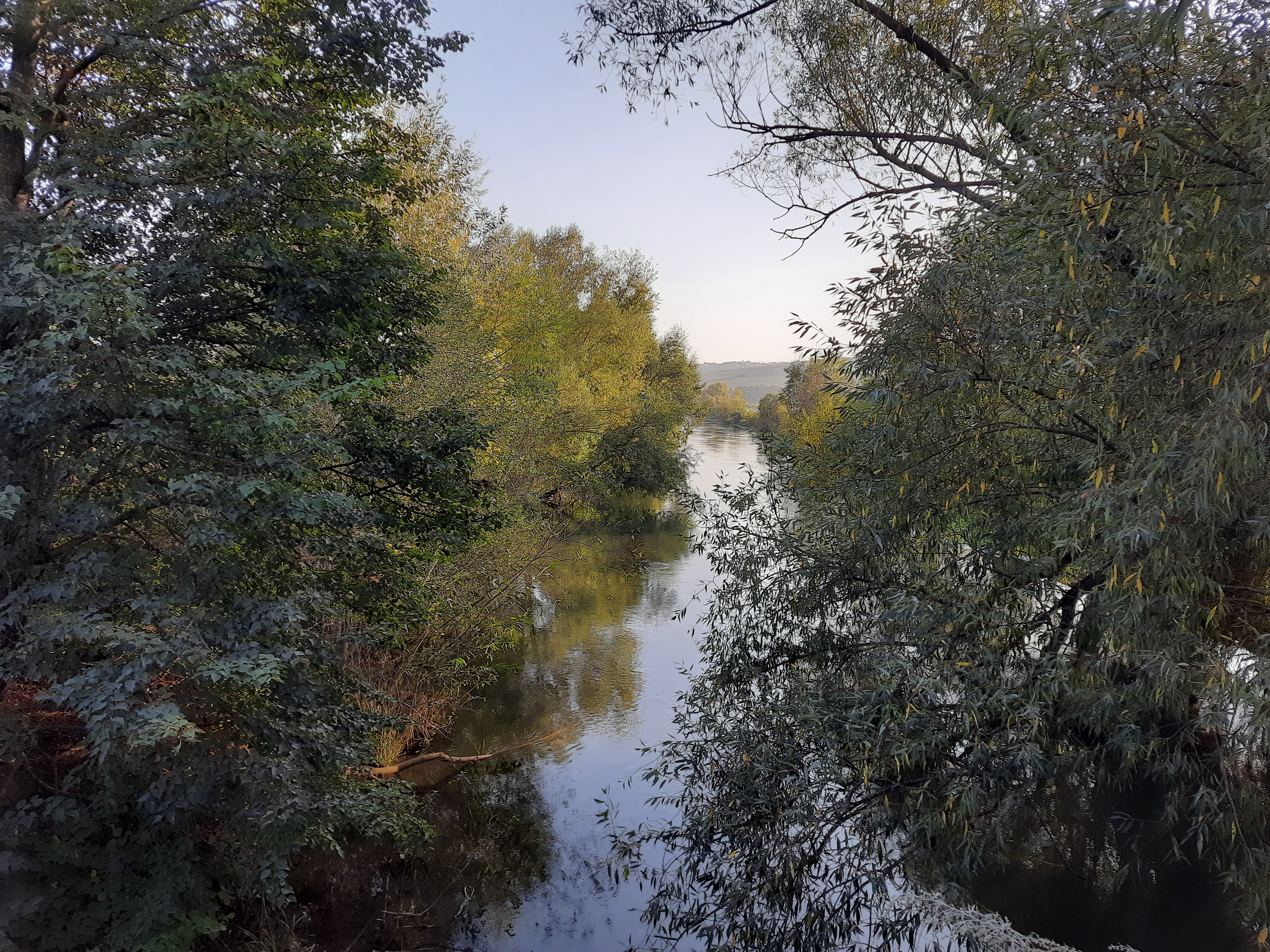
Річка Золота Липа біля села

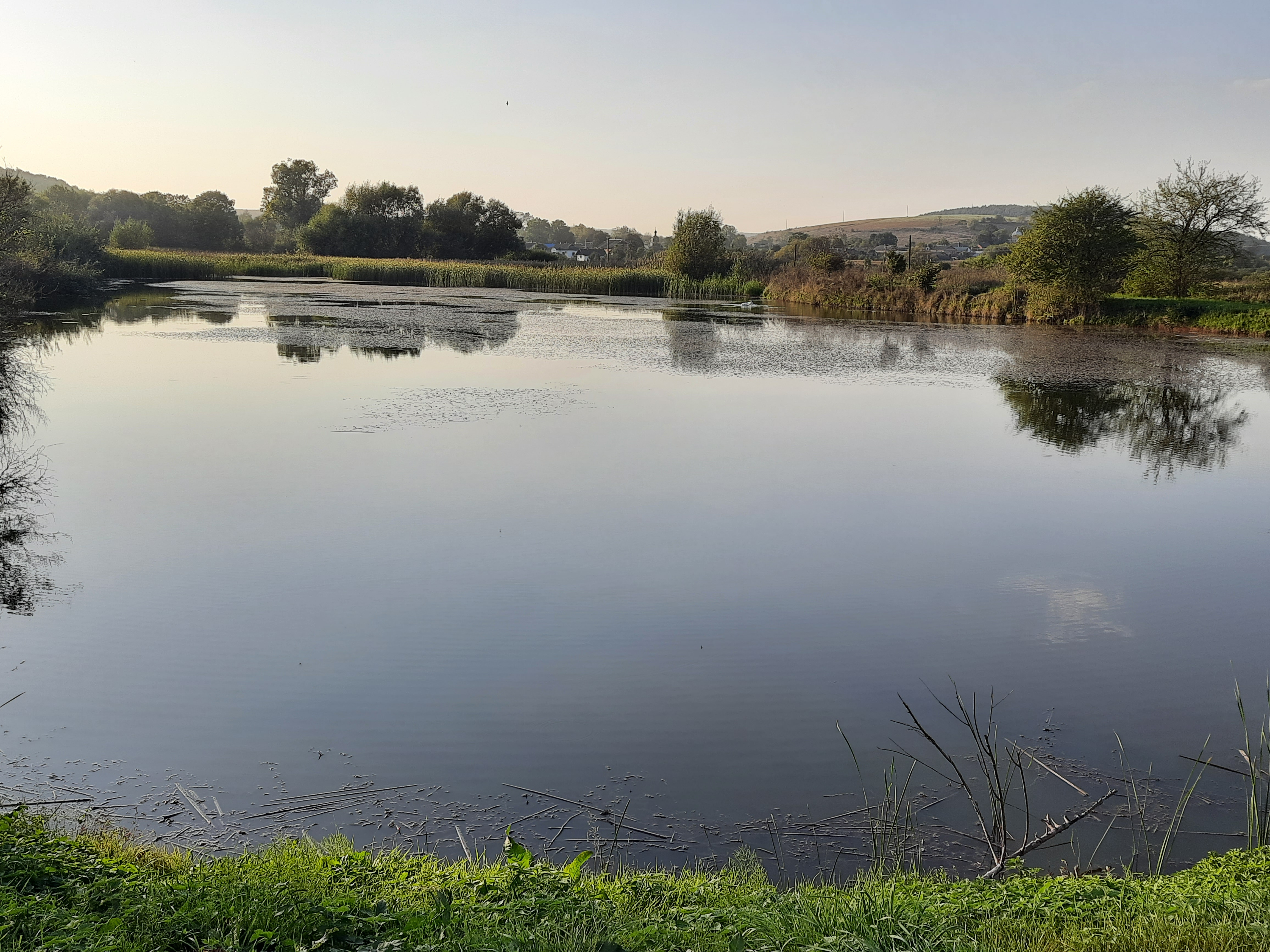
Став біля села

Воло́щина — село в Україні, у Саранчуківській сільській громаді Тернопільського району Тернопільської області.
Поштове відділення — Божиківське. Із хутором Раковець було підпорядковане Саранчуківській сільській громаді(2020)
Розташоване на лівому березі річки Золота Липа.

## Населення
- 410 осіб (2001). Дворів — 163[2].

## Географія
У селі є вулиці: Горішня, Долішня, Дубинівська та Ясінська, а також х-р Раковець.

### Клімат
Для села характерний помірно континентальний клімат. Волощина розташована у «холодному Поділлі» — найхолоднішому регіоні Тернопільської області.
| Клімат Волощини           | Клімат Волощини | Клімат Волощини | Клімат Волощини | Клімат Волощини | Клімат Волощини | Клімат Волощини | Клімат Волощини | Клімат Волощини | Клімат Волощини | Клімат Волощини | Клімат Волощини | Клімат Волощини | Клімат Волощини |
| Показник                  | Січ.            | Лют.            | Бер.            | Квіт.           | Трав.           | Черв.           | Лип.            | Серп.           | Вер.            | Жовт.           | Лист.           | Груд.           | Рік             |
| Середній максимум, °C     | −1,2            | 0,2             | 5,2             | 13,2            | 19,2            | 22,4            | 23,7            | 23,1            | 18,9            | 12,9            | 5,8             | 0,9             | 12              |
| Середня температура, °C   | −4,3            | −2,8            | 1,5             | 8,3             | 13,8            | 17,1            | 18,4            | 17,7            | 13,8            | 8,3             | 2,9             | −1,7            | 7               |
| Середній мінімум, °C      | −7,3            | −5,7            | −2,2            | 3,5             | 8,4             | 11,8            | 13,1            | 12,3            | 8,7             | 3,8             | 0,0             | −4,2            | 3               |
| Норма опадів, мм          | 32              | 31              | 33              | 50              | 78              | 92              | 96              | 71              | 55              | 38              | 37              | 39              | 652             |
| ------------------------- | --------------- | --------------- | --------------- | --------------- | --------------- | --------------- | --------------- | --------------- | --------------- | --------------- | --------------- | --------------- | --------------- |
| Джерело: climate-data.org |                 |                 |                 |                 |                 |                 |                 |                 |                 |                 |                 |                 |                 |

## Історія
Згадане (Wołosczizna) в документах Податкового реєстру за 1578 р. серед сіл, що підпорядковувались Підгайцям, але спалені татарами (c. 91). Така ж доля спіткала навколишні села — Божиків, Литвинів, Мужилів, Рудники та ін.
Село лежить у гористій околиці серед лісів, на схід від золотої Липи. У назвах населених пунктів Дуліби, Угринів, Волощина — імена племен і народів, вихідці яких за різних обставин селилися на подільській землі. Тобто, назва вказує на те, що першими мешканцями села були волохи, яких спроваджували на ці землі для заселювання після татарських воєн. Враховуючи походження від вірменського прізвище Осадца, а також взявши до уваги існування у селі таких прізвищ, як Гайдукевич, Статкевич, та подібних, приходимо до висновку, що в початковому періоді серед населення Волощини були також і вірмени. До села належить один присілок (хутір) — Раковець.
У селі є пам'ятний хрест на честь скасування панщини, який поставили у 1848 р. та пам'ятний хрест, поставлений в день передачі ікони Зарваницької Божої Матері іншому селу. Також на місцевому кладовищі є могила, яку вдруге висипали у серпні 1989 р., у якій похоронено 3 хлопці, яких витягнено з річки Золота Липа.
На території села є дві церкви: стара, дерев'яна — в історичних довідках згадується початок її будівництва — 1824 рік (Українська Православна Церква) на подвір'ї якої стоять дерев'яна дзвіниця, кам'яна статуя Матері Божої зі збанком у руці, каплиця для Богослужб влітку. Друга церква — нова, цегляна — початок будівництва 1995 рік (Українська Греко-Католицька Церква), освячення якої відбулося у липні 2005 р., на подвір'ї якої споруджено статую Матері Божої, пам'ятний хрест в честь загиблих за Волю і Незалежність України, завершується будівництво каплиці і дзвіниці.
Між селом і хутором Раковець є невеличка капличка.
У селі є великий двоповерховий будинок культури (СБК), збудований у 1966 р., бібліотека-філія, яка розташована в приміщенні будинку народної творчості з часу його побудови, аптека, початкова школа, у якій навчаються діти 1—4 класів, сільська амбулаторія сімейної медицини, магазин.
Встановлено кам'яний хрест на честь скасування панщини (1848).
У 1945 році Роман Шухевич (Тарас Чупринка) побував у с. Волощина Підгаєцького району (тепер Бережанський р-н), у домі Осадци та у лісі за селом, де відбулася зустріч з Василем Куком і окружним провідником ОУН Михайлом Хомою.
22 жовтня 1989 року в селі Волощина Бережанського району була відправлена панахида і мітинг на могилі жертв, замордованих енкаведистами у бережанській тюрмі 1941року.
В травні 2015 року парафія УАПЦ св.муч. Параскеви перейшла до складу УПЦ КП.
12 червня 2020 року, відповідно до Розпорядження Кабінету Міністрів України від № 724-р «Про визначення адміністративних центрів та затвердження територій територіальних громад Тернопільської області», село увійшло до складу Саранчуківської сільської громади.
19 липня 2020 року, в результаті адміністративно-територіальної реформи та ліквідації Бережанського району, село увійшло до складу новоутвореного Тернопільського району.

## Політика
Від 28 квітня 2012 року село належить до виборчого округу 165.

### Парламентські вибори, 2019
На позачергових парламентських виборах 2019 року у селі функціонувала окрема виборча дільниця № 610015, розташована у приміщенні будинку народної творчості.
Результати
- зареєстровано 246 виборців, явка 68,70 %, найбільше голосів віддано за «Європейську Солідарність» — 35,93 %, за Всеукраїнське об'єднання «Свобода» — 13,77 %, за «Голос» — 12,57 %[8]. В одномандатному окрузі найбільше голосів отримав Іван Чайківський (самовисування) — 28,99 %, за Василя Мартюка (Голос) — 21,30 %, за Тараса Юрика (Європейська Солідарність) — 17,75 %[9].

## Відомі вихідці села
- о.-д. Осадца Михайло (1836 — 1865) — український мовознавець, священник УГКЦ, педагог. Працював учителем гімназії у Львові. Автор першого підручника укр. мови для шкіл «Граматика руського языка» (1862), написаного згідно з ученням Ф. Міклошича, з послідовним збереженням етимол. основ. Підручник двічі перевидавався (1864, 1876).
- Корнелій Осадца (1883—1956) — багатолітній війт с. Волощина, голова збірної громади в с. Литвинів, нагороджений грамотою митрополита Андрея Шептицького.
- Аполінарій Осадца (1916 — 1997) - відомий архітектор. За його проектом створено багато будівель різного характеру, включаючи сакральні споруди. Особливо красивими є його українські храми.
- Микола Бартків — відомий український громадський діяч у США.
- Осадца Михайло Іванович (1887—1951) — народився у 1887 році в селі Волощина Бережанського повіту на Тернопільщині, у свідомій селянській родині. Ім'я його прадіда вписане на іконостасі місцевої церкви, як її провізора. Батько Іван мав природний інженерний хист. Сам зробив розрахунки й заохотив односельчан до будівництва водогону до селянських садиб. Про нього писала преса в діаспорі. Стрийко Корнелій довго був війтом села. Другий брат Аполінарій — парох і диригент хору села Литвинів, загинув у 1941 р. в депортації у Казахстані, разом з дружиною і двома з трьох дітей.

Михайло Осадца закінчив Бережанську ґімназію, де брав участь у страйку проти виключення М. Рудницького за анти-польську діяльність. Богословські студії закінчив у Львові, в 1913 р. був висвячений на священника УГКЦ. Одружився з Ольгою Сатурською — донькою тернопільського міщанина. Мав шестеро дітей: Модест, Богдан, Мирон, Віра, Любомир, Христина.
Служив парохом у селах Задвір'я й Полоничі на Львівщині. У час І світової війни був евакуйований з родиною до Угорщини. У 1921 р був призначений парохом села Малий Ходачків біля Тернополя. Його стараннями була відбудована зруйнована війною церква, пробоство. У 1924 р. він очолив сільський комітет для будівництва Народного дому «Просвіти», а в 1927 р. будівництво закінчили. Розмістили там також театральний зал, кооператив зі складом і молочарню. О. Михайло був головою «Просвіти» і диригентом хору села. Хор виступав з концертами у містах і селах області. Акомпанував на власному піаніно старший син Модест, учень Тернопільської ґімназії. Він же вечорами брав участь у репетиціях, які проводив батько у власній хаті, музичної вистави Квітки-Основ'яненка «Сватання на Гончарівці». Дохід від концертів та вистав ішов на придбання книг, театрального обладнання, радіо в Народний дім.
У 1930 р., у період польської пацифікації, о. Михайло протестував проти каральних акцій поліції над селянами, за це двічі був арештований. Під керівництвом о. Михайла селяни встановили пам'ятний хрест на честь перемог УСС, прикрасили його тризубом у терновому вінку. Під час урочистої процесії поліція арештувала о. Михайла втретє. Відтоді польські поліцаї були присутні на концертах «Просвіти». Концерти закінчувалися співом українського гімну «Ще не вмерла Україна…», і о. Михайло вимагав від поліцаїв вставати разом з усіма. У 1931 р. разом з донькою Вірою він брав участь у паломництві до Риму.
М. Осадца був призначений ординарядським шкільним комісаром Тернопільщини, відзначений крилошанськими відзнаками. Під час лекцій слова Божого у школі знаходив час і для вивчення української історії, роздавав дітям духовні й історичні книжки. Виписував багато українських газет і журналів, які передавав для читання селянам. Чинив постійний опір полонізації 6-класної сільської школи. Його дружина Ольга Осадца в 1934 р. очолила в селі гурток Союзу українок. Вона закінчила Тернопільську семінарію, грала на скрипці.
М. Осадца був добрим працьовитим господарем, до нього селяни зверталися також і за господарськими порадами, особливо у бджільництві. Він тримав близько 100 вуликів, сам обробляв парафіяльне поле. Сини вчилися в Тернополі, а в час канікул допомагали у господарстві.
З приходом радянської окупації настали тривожні часи. При наближенні фронту в 1944 р. родина священника вирішила рятуватися від неминучих радянських репресій за кордоном. Сам о. Михайло залишити свою парафію відмовився. З ним залишилася дружина з обома доньками. 27.06.1945 р., після трьох невдалих спроб схилити священника до переходу у російське православ'я, чекісти його арештували. Утримували в Чортківській в'язниці, разом з іншими священниками, що «не підписали православ'я», та кримінальними злочинцями, які знущалися над ними.
Засуджений в Тернополі ВТ військ НКВС Івано-Франківської області 27.09.1945 р. за статтями 54-1а, −11 на 10 р. таборів і 5 років ураження в правах, з конфіскацією майна. Слідча справа зберігається в архіві УСБУ Тернопільської області.
Покарання о. Михайло відбував на лісоповалі Кємєровської області. Швидко втративши здоров'я і сили, був переведений до Абезьської центральної лікарні. Там зустрівся з Митрополитом Йосипом Сліпим та іншим духовенством. Також зустрів там свого небожа Олексу Осадцу, засудженого на 25 років, який після повернення розповів про останні дні дядька. До кінця о. Михайло не втрачав сили духу, не жалкував за обраним шляхом. Його рідкі (двічі на рік) листи були сповнені бадьорості й гумору. Помер о. Михайло в Абезі 14 листопада 1951 р. Могила Л-5. (За спогадами доньки Віри та архівними документами). — 163.

## Січові стрільці
Січові стрільці-уродженці села Волощина:
- стрілець Сисан Максим (3 сотня)[11]

## Репресовані громадяни села
- Братків Фрузина, 1907 р.н., відбувала каторгу в Красноярському краї в 1950—1959 роках.
- Бурак Євгенія, 1918 р.н., відбувала каторгу в Хабаровському краї в 1950—1959 роках.
- Вовк Параня, 1930 р.н., відбувала каторгу в Кемеровській області в 1947—1960 роках.
- Гайдукевич Віра, 1943 р.н., відбувала каторгу в Кемеровській області в 1947—1960 роках.
- Дмитрів Євгенія, 1934 р.н., відбувала каторгу в Хабаровському краї в 1950—1959 роках.
- Коваль Корнель, 1921 р.н., відбував каторгу в Чимкентській області в 1941—1947 роках.
- Ковбасник Михайло, 1932 р.н., відбував каторгу в Красноярському краї в 1950—1959 роках.
- Ковбасник Марія, 1911 р.н., відбувала каторгу в Мордовській АРСР в 1950—1956 роках.
- Колодницька М арія, 1932 р.н., відбувала каторгу в Томській області в 1950—1955 роках.
- Маховська Марія, 1900 р.н., відбувала каторгу в Красноярському краї, в 1950—1959 роках.
- Муровська Марія, 1927 р.н., відбувала каторгу в Іркутській області в 1950—1958 роках.
- Прокопишин Марія, 1935 р.н., відбувала каторгу в Іркутській області в 1951—1957 роках.
- Прокопишин Емілія, 1932 р.н., відбувала каторгу в Красноярському краї в 1950—1959 роках.
- Прокопишин Ірина, 1928 р.н., відбувала каторгу в Баградському районі в 1950—1959 роках.
- Сисак Іван, 1905 р.н., відбував каторгу в Красноярському краї в 1950—1958 роках.
- Скасків Марія, 1925 р.н., відбувала каторгу в Казахстані в 1941—1958 роках.
- Смеричинська Марія, 1931 р.н., відбувала каторгу в Казахстані в 1950—1955 роках.
- Сута Євгенія, 1930 р.н., відбувала каторгу в Баградському районі в 1950—1959 роках.
- Сута Іван, 1933 р.н., відбував каторгу в Красноярському краї в 1950—1959 роках.
- Ясінська Емілія, 1911 р.н., відбувала каторгу в Хабаровському краї в 1950—1959 роках.
- Ясінський Богдан, 1940 р.н., відбував каторгу в Хабаровському краї в 1950—1959 роках.
- Ясінський Ярослав, 1942 р.н., відбував каторгу в Хабаровському краї в 1950—1959 роках.

## Пам'ятки
На території села є дві церкви: стара, дерев'яна церква Святої Великомучениці Параскеви П'ятниці — в історичних довідках згадується початок її будівництва — (1824) рік, друга — цегляна церква Положення ризи Пресвятої Богородиці (2005), збудована на подвір'ї А. Осадци і за його спонсорства.

## Волощина
(Подано за спогадом архітектора Аполлінарія Осадци у виданні «Бережанщина в спогадах емігрантів», 1993 рік, с. 303—306)
У гористій околиці серед лісів, на схід від Золотої Липи, розкинулось з своїми чотирма вулицями (в нас називали їх «кінцями») невеличке село — Волощина. Саранчуки й Базниківка на півночі, Литвинів на півдні, Мужилів на сході й Божиків на заході були найближчими сусідами Волощини. Вздовж Липи проходила залізниця Львів — Підгайці, а залізнична станція Волощини називалася Литвинів — Божиків. У центрі села стояла дерев'яна церква Св. Парасковії та дзвіниця. Під розлогими липами на церковній площі була гарна каплиця для Богослужб улітку, а перед нею гарна, кам'яна статуя Богоматері зі збанком в руці, з якого витікала вода до округлої цебрини. З однієї сторони церкви стояла сільська школа, а з другої— читальня «Просвіти» (де містилася також кооператива «Злука») та сільська лазня з ванною й душами. В селі були водопроводи, а під час війни проведено електрифікацію. Загальна поверхня села — 10,65 км², з цього орного поля — 9 км². Земля була мало врожайна й вимагала старанної управи. В останні роки перед війною «Сільський Господар» був великою поміччю для селян своїми порадами й вказівками щодо управи землі. Біля хат і в полі було багато садів, особливо черешневих і вишневих. На підставі документів можна встановити, що 1785 року Волощина нараховувала 50 хат, з населенням приблизно 250 осіб. 1861 року населення зросло до 505, а 1910 року в селі було вже 809 мешканців. Перепис з 1931 року виказує, що Волощина мала 189 домів, з населенням 948 осіб, з чого лише кільканадцять т. зв. латинників, що не вміли навіть говорити по-польському. Волощина належала до парафії в Божикові. В одноклясовій школі викладовою мовою була українська мова. Перед Першою світовою війною існувала тут читальня ім. Качковського, яку з часом закрито; натомість 1903 року її замінила читальня «Просвіти». Крім того, існувало товариство «Січ», а позичкова каса була початком економічної самопомочі. Інформація з 1910 року подає такі дані: Іван Осадца, війт, започаткував інсталяцію водопроводів у селі; читальня «Просвіти» мала 99 членів, 150 книжок в бібліотеці, а її головою був Федь Бартків; в «Січі» було 69 хлопців і 42 дівчини, кошовим товариства був Федь Легкий, а осавулом — Михайло Ключник.
Період між війнами (1921—1939) позначається розвитком села у всіх напрямках. Основою росту були читальня «Просвіти», кооператива «Злука», товариство «Сокіл» та «Сільський Господар». Неможливо говорити про цей період, не згадавши особи Корнеля Осадци, спершу голови читальні «Просвіти», згодом — довголітнього війта Волощини, а потім — начальника збірної громади в Литвинові. Він закінчив розпочате його батьком діло інсталяції водопроводів у селі, він причинився до того, що дороги у Волощині належали до. найкращих в повіті, він був ініціятором продукції цементової дахівки домашнім способом (кожний селянин міг позичити собі машину і сам
випродукувати для себе потрібну кількість дахівки). Маючи деякий досвід у землемірстві, Корнель Осадца полюбовно «повипростовував» межі, чим зберіг не одного сусіда від руїни через довготривалі судові процеси «за межу». Крім того він цікавився церквою, «Просвітою», кооперативою. Оцінюючи його працю, Слуга Божий Митрополит Андрей Шептицький нагородив його почесною грамотою. Такою ж грамотою відзначило його Матірне Т-во «Просвіта» у Львові, а в кооперації він належав до Надзірної Ради в Підгайцях. Він був також членом Повітової Ради, де, як лише міг, обороняв інтереси нашого села. Опинившись на еміграції, К. Осадца до кінця свого життя (помер 1965 року) жив своєю рідною Волощиною і свято вірив, що до неї ще повернеться.
Небагато знаємо про сьогоднішню Волощину. Нема її на мапі в збірнику «Тернопільська Область» в серії «Історія міст і сіл Української РСР», нема навіть згадки в іменному показнику. З листування та принагідних фотографій можна виносити лише деякі, на жаль, дуже невеселі, висновки. Єдине відрадне явище зараз — це факт, що порівняно великий відсоток сільської молоді пішло до різних шкіл. В минулому з Волощини вийшло певне число інтелігенції, переважно це були священники й учителі. Чільне місце серед них займає о. д-р Михайло Осадца (3 листопада 1936 року — 10 квітня 1865 року). Він, за словами збірника «Die Osterreich Ungarische Monarchie in Wort und Bild», виданого у Відні 1898 року, «разом з Євгеном Желехівським спричинився до наукового розвитку руської мови в Галичині». Далі у збірнику сказано: «Др. філософії о. Михайло Осадца, греко — католицький священник і професор академічної гімназії у Львові розповсюдив і спопуляризував серед галицьких русинів наукові праці свого професора Мікльосіча, видаючи призначену для вжитку в гімназії „Граматику русского язика, Львов 1862“ (друге видання 1864, третє 1876), сперту на нових мовно-наукових дослідах свого професора Мікльосіча». Отець д-р Михайло Осадца (брат Івана — довголітнього війта Волощини), помер передчасно на сухоти, проживши лише 29 років.
Крім того, до першої світової війни вийшли ще такі священники: о. Скасків, с. Евстахій Бартків — парох Романова пов. Бібрка, о. Ковбасник — Оленович — парох Лисинич, о. О, Гайдукевич — парох Підгаєць, о. Михайло Осадца — парох Ходачкова Малого — згинув на Сибіру, о. Аполінарій Осадца— парох Новосілки—Кут і Литвинова — згинув на Сибіру. Із учителів були: Василь Осадца (брат о. д-ра Михайла Осадци), Савка, Ол. Гайдукевич. Між війнами вийшли з Волощини мґр. права Василь Бойко, архітект Аполінарій Осадца, учителька Оля Бартків, інж. Олександер Леськів. Крім того, у різних клясах гімназії було багато молоді. Під кінець — кілька слів про назву села. Назва «Волощина» вказує на те, що її першими поселенцями були волохи, яких спроваджували для заселювання наших земель після татарських воєн. Знайшовши у Львові вірменську родину Осадца, а також взявши до уваги існування в селі таких прізвищ, як Гайдукевич, Стеткевич та подібних, я приходжу до висновку, що в початковому періоді серед населення Волощини були також і вірмени. Завдяки наполегливій праці кількох відданих селян, Волощина перетворилася на взірцеве село Підгаєччини, про що свідчать дописи в журналі «Життя і Знання» з 1932 року та «Новий Час» — з 1929 року.

## Наш девіз— «Бог і Україна»
Подано скорочено за спогадом Статкевич Богдана і Бартків Ірини у виданні: «Бережанська Земля — КНИГА ПАМ'ЯТІ», Тернопіль 2006 р. с. 324—326).
У селі Волощина, як і в інших селах Підгаєччини, вся культурно-освітня праця проводилася товариством «Просвіта». Засновником і першим головою читальні «Просвіта» був Бартків Федір. При читальні «Просвіта» була відкрита невеличка бібліотека. Завідував бібліотекою Ковбасник Богдан, який пізніше опинився на еміграції і помер в Англії. У період між двома світовими війнами велику роль у формуванні національної свідомості жителів села відіграли самоосвітні гуртки при читальні «Просвіта». Все робилося тоді під девізом «Бог і Україна». Контролював діяльність самоосвітніх гуртків в селі видатний просвітянський діяч Підгаєччини Миськів Іван. Активно діяло в селі і товариство «Січ», яке було створено в 1939 р. та займалося військовим вишколом юнацтва (керівник Бартків Микола).
Націоналістичний рух у Волощині набрав широкого розвитку з часу створення в селі ОУН. В організації молоді до вступу в ОУН велику роль відіграли Мурмило Олекса, Осадца Олекса, Бартків Микола, Ковбасник Богдан, Бобик Ярослав. Польська адміністрація всіляко чинила тиск на діяльність українських національних організацій в селі: забороняла ставити українські вистави, співати національні пісні, переслідувала українських активістів села. Так, один із активних членів ОУН Осадца Іван довгенько просидів у польській тюрмі за виступ проти Пілсудського. В 1937 р. в селі організовується юнацька сітка ОУН. Юнаки і юначки постійно жили, працювали і боролися під девізом «Бог і Україна».
У вересні 1939 року прийшли совіти, але люди вже знали про «райське життя» на Східній Україні. Священники у своїх проповідях часто згадували про голодомор 1933 року і закликали людей молитися за братів-українців зі Сходу. Совіти вже взимку 1940 року почали вивозити людей на Сибір. Спочатку вивезли польських колоністів, а далі продовжували вивозити і українців. У цей час було вивезено на Сибір родини Бартків Марії, Коваля Корнеля, Хмарної Ганни. З кожної з цих родин хтось був у підпіллі ОУН.
Втікаючи із Західної України в 1941 р. від німців, більшовицькі диявольські загони КГБ жорстоко розправлялися з людьми, які сиділи по тюрмах. Тоді в Тернопільській тюрмі кагебістами були замордовані члени ОУН: Гайдукевич М., Сисак Остап, Статкевич Іван Ілярович, Щур Остап.
Рікою Золота Липа через Волощину пливли трупи помордованих юнаків і дівчат у кагебістських застінках Бережанської тюрми. Жахливо було дивитися на понівечені людські тіла. Колючим дротом були пов'язані руки й ноги, відрізані носи, вуха, язики, груди у дівчат. Тіла цих мучеників-героїв поховані на місцевому цвинтарі у спільній могилі. їх безсмертний дух завжди буде нагадувати нашим нащадкам про муки і тортури, що принесли на нашу багатостраждальну українську землю комуністичні людожери.
З приходом німців у 1941 р. люди раділи, що комуни не стало. З підпілля вийшли члени ОУН Бартків Микола, Бартків Остап, Мурмило Олекса, Хмарний Ярослав. Відновилася в селі патріотично-виховна робота. Запрацювали самоосвітні гуртки, організовано товариство «Січ», яке поділялося на три частини: «Юнаки», «Новаки» і «Доріст». Була висипана в селі символічна могила жертвам більшовицького терору. З промовою на посвяченні могили виступив староста Підгаєччини Миськів Іван. Війтом за німецької окупації в с. Волощина був Осадца Корнель — людина великої душі, прекрасний господар і організатор (помер в Америці).
Однак і за німців солодко не жилося селянам. Безмірні контингенти зерном, худобою, молоком, птицею привели село до цілковитого зубожіння. В 1942 році почався голод. Але німецькі окупанти не турбувалися про людей. Вони все життя поневолених народів поставили на службу війні. Забирали на роботу в Німеччину здорових і молодих хлопців та дівчат, зокрема із нашого села на невільницькій праці були: Мохун Марія, Швець Марія, Берчук Остап, Бурак Іван Ом., Савка Михайло, Гураль Іван.
Весною 1943 року почався набір до стрілецької дивізії «Галичина» і до неї з с. Волощина пішли: Бурак Іван Мих., Гайдукевич Василь Мик., Вовк Василь, Вовк Іван Омел., Вовк Іван Анд., Вовк Омелян Мих., Гайдукевич Михайло Гнат., Музика Микола, Осадца Остап, Осадца Маріан, Прокопишин Микола, Прокопишин Остап, Гайдукевич Михайло, Гайдукевич Михайло Мик., Червінський Андрій М., Червінський Михайло, Радишин Микола, Швець Михайло, Швець Василь, Хмарний Ілярій, Габ'як Михайло, Берчук Остап Мих., Вітрак Корнель, Коваль Василь, Осадца Олекса. Щоб не попасти в руки більшовиків, виїхали за кордон з німцями такі сім'ї: Бартків Андрій з родиною, Осадца Корнель з родиною, Букавин Марія з родиною.
В липні 1944 р. знову прийшли совіти, відразу провели мобілізацію чоловіків на фронт, а саме: Гайдукевич Ярослав Анд. — загинув, Осадца Олекса — загинув, Гайдукевич Іван, Коваль Іван, Купровський Петро, Осадца Аполінарій. Московські окупанти встановили для селян непосильні поставки зерна, м'яса, молока, яєць, а також різні податки і позики.
За даними Літопису УПА (т. 12) біля села Волощина в лютому 1945 року відбувся бій з більшовиками, у якому загинув «Каїн» — господарський референт Бережанського надрайону.
Весною 1945 року почалися полювання на людей. Часті облави кагебістської «рубахи» і озброєних польських «ястребків» спустошували і палили село, шукаючи бандерівців. Так, за доносом сільських сексотів, загинули такі члени ОУН: Бобик Ярослав, Гавдида Михайло, Гайдукевич Емілія, «Леся», Мурмило Олекса, «Стир», Петрівська Ганна, Скасків Остап, Щур Аполінарій, «Каїн».
У нашому селі, у хаті батька Осадци Михайла Олек., «Рен», майже рік перебував Крайовий Провід ОУН. Тому село було під постійним наглядом військового гарнізону, що стояв у с. Божикові. Почався другий тур вивозу людей на Сибір. У цей час були вивезені: Бартків Михайло з родиною, Бобик Онуфрій, Бурак Зеновій, Вовк Корнель з родиною, Гайдукевич Олекса з родиною, Дмитрів Степан з родиною, Кв'ятковський Антін, Ковалик Ірина з родиною, Ковбасник Зеновій із родиною, Ковбасник Микола з родиною, Ковбасник Наталя з дочкою Марією, Ковбасник Андрій з родиною, Купровський Микола, Марущак Йосип з родиною, Махновський Микола з родиною, Осадца Олекса з дружиною, Прокопишин Дем'ян з родиною, Рабик Остап з родиною, Сисак Іван із родиною, Хмарний Олекса з родиною, Ясінський Остап з родиною. В цей час зникли із села Дмитрів Емілія, Ковбасник Іван, Леськів Остап, Скасків Антін (голова сільради). Окупаційна влада почала знищувати всі історичні пам'ятки в селі: пам'ятний Хрест в честь скасування панщини, могилу Січових Стрільців, символічну могилу в селі, каплички і хрести, що прикрашали наші рідні ниви. Почалося гоніння на вірних греко-католицької церкви після горезвісного Львівського лжесобору 1946 року. Після насильного заснування колгоспу в 1950 році в селі запанувала безпросвітня кріпосницько-колгоспна панщина. За даними покійної Пальчак Марії з села Шумляни, восени 1952 року на терені Волощини відбувся один з останніх боїв повстанців УПА з облавниками, у якому загинули: «Галина» — родом із Рогатинщини, Таровський Михайло — з хутора Лози Сільця Божиківського, Чавурська Ганна — з Сільця Божиківського, «Явір» — невідомий.
Усе ж українська нація вижила і здобула незалежність. Греко-католицька громада розпочала будівництво нової церкви в 1995 році. Наш земляк Осадца Аполінарій з дружиною Тетяною, що проживають в США віддали під будову церкви те місце, де була його батьківщина, де народився і де пройшла його юність. Завдяки невтомній праці нашої громади і допомозі наших земляків, що за океаном, село Волощина прикрасилося величавим Божим Храмом.